# 潘世告
潘世告（1930年—2007年），江西省萍乡市上栗县金山镇高山村人，中共九届、十届中央委员。
1955年2月起为江西安源煤矿工人。1955年12月加入中国共产党。1966年，任安源煤矿党委副书记。文化大革命期间，担任江西省革命委员会第一副主任兼萍乡市革命委员会副主任。1974年6月，任南昌民兵指挥部（1975年1月解散）总指挥。文革结束后被审查，撤销党内外一切职务，保留党籍。 